# Missionarie della dottrina cristiana (L'Aquila)
Le Missionarie della Dottrina Cristiana sono un istituto religioso femminile di diritto pontificio: i membri di questa congregazione pospongono al loro nome la sigla M.D.C.

## Storia
La congregazione fu fondata da Maria Francesca De Santis (1836-1916): educata presso le celestine dell'Aquila, conseguì il diploma magistrale e iniziò a dedicarsi alla catechesi e all'educazione dei bambini poveri.
Alla De Santis si unirono le sorelle e altre giovani: il 2 ottobre 1890, con il consenso dell'arcivescovo dell'Aquila Augusto Vicentini, le donne emisero i voti dando inizio alla nuova famiglia religiosa.
Le suore della Dottrina Cristiana si diffusero rapidamente in Abruzzo, Marche, Puglia e Lombardia; nel 1898 la fondatrice lasciò il governo dell'istituto a Diomira Cappelletti e si ritirò a Castiglione a Casauria, dove diede inizio alla nuova congregazione delle suore della Sacra Famiglia di Penne.
L'istituto ricevette il pontificio decreto di lode il 19 agosto 1969.

## Attività e diffusione
Le suore si dedicano particolarmente alla catechesi e all'educazione e all'assistenza della gioventù in asili, educandati e orfanotrofi.
Oltre che in Italia, le religiose sono presenti in Bolivia  e Congo; la sede generalizia è all'Aquila.
Alla fine del 2008 la congregazione contava 272 suore in 25 case.